# Wieslautereck
Das Wieslautereck ist ein 361,8 m ü. NHN hoher Berg im Gräfensteiner Land, einem Teilbereich des Pfälzerwaldes.

## Geographie

### Lage
Das Wieslautereck befindet sich im Süden der Gemarkung der Ortsgemeinde Merzalben. Fast unmittelbar südlich befinden sich die Gemarkungsgrenzen zu Münchweiler an der Rodalb und Wilgartswiesen. An seinem Westfuß befindet sich die nominelle Quelle der namensgebenden Lauter, die in ihrem Oberlauf Wieslauter genannt wird. An seinem Ostfuß entlang fließt der Wartenbach durch das Zieglertal, um am Südfuß in die Lauter zu münden.
Benachbarte Berge sind unter anderem der Bauwalder Kopf im Westen, der Schloßberg im Norden, der Wartenberg im Nordosten und die Wetthöhe im Südosten.

### Naturräumliche Zuordnung
1. Großregion 1. Ordnung: Schichtstufenland beiderseits des Oberrheingrabens
2. Großregion 2. Ordnung: Pfälzisch-saarländisches Schichtstufenland
3. Großregion 3. Ordnung: Pfälzerwald
4. Region 4. Ordnung (Haupteinheit): Mittlerer Pfälzerwald
5. Region 5. Ordnung: Gräfensteiner Land

## Natur
Der Berg ist Teil der Kernzone Quellgebiet der Wieslauter des Naturparks Pfälzerwald.

## Kultur
Am Westfuß befindet sich der Ritterstein 230, der auf den Ursprung der Lauter verweist und an seinem Südfuß der Wieslauterhof.

## Tourismus
Entlang seiner Westflanke führt der mit einem roten Balken markierte Fernwanderweg Donnersberg–Donon.